# استان بورگاس
بورگاس نام یکی از استان‌های کشور بلغارستان است که در کرانه دریای سیاه واقع شده است.

## جغرافیا
مرکز این استان شهر بورگاس است که چهارمین شهر بزرگ بلغارستان است.
شهر بورگاس دارای یک بندر بزرگ و دو دانشگاه با جمعاً ۶۰۰۰ دانشجو و مراکز گردشگری پرطرفدار است.

## شهرستان‌ها

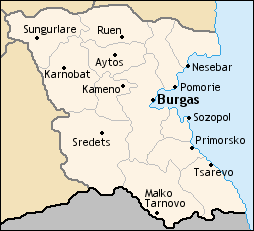

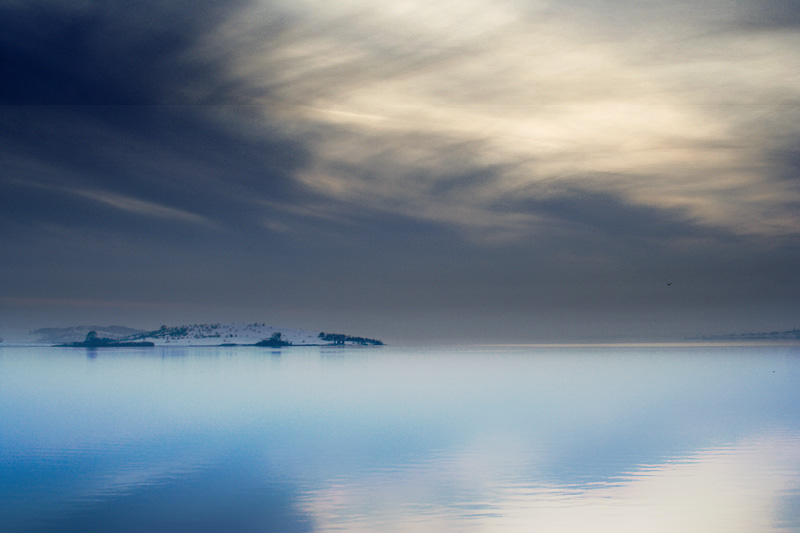
دریاچه ماندرنسکو در نزدیکی شهر بورگاس

| - آیتُس - بورگاس - کامنو - کارنُبات - مالکو تارنُوو - نِسِبار | - پُمُریه - پریمُرسکو - روئن - سُزُپُل - سردُتس - سونگورلاره - تْسارِوو |  |